# Rudolph Schulze

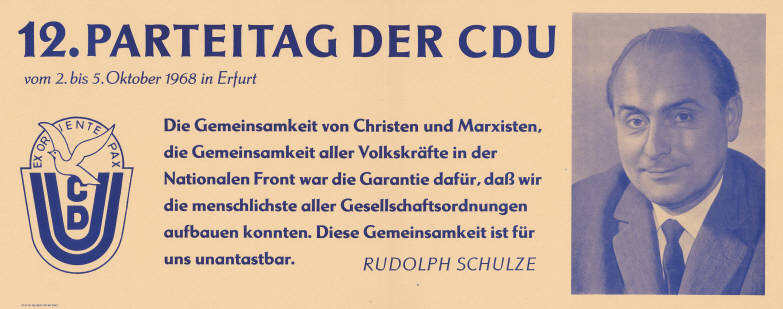
Kandidatenplakat mit Porträt zum 12. Parteitag der CDU in Erfurt 1968

Rudolph Schulze (* 18. November 1918 in Chemnitz; † 26. November 1996 in Zepernick) war ein Politiker der DDR-Blockpartei CDU. Er war unter anderem Präsident der Industrie- und Handelskammer der DDR und Minister für Post- und Fernmeldewesen.

## Leben
Als Sohn eines Apothekers absolvierte Schulze nach dem Besuch des Gymnasiums von 1934 bis 1937 eine Ausbildung zum Drogisten und arbeitete bis 1939 als Drogist in Chemnitz. 1939 zum Kriegsdienst in die Wehrmacht eingezogen, war er bis 1945 Unteroffizier in einer Sanitätskompanie und bis 1948 in sowjetischer Kriegsgefangenschaft.
1948 trat er der (Ost-)CDU bei, war zunächst als Verwaltungsangestellter und 1950 kurzzeitig als Bürgermeister in Schwarzenberg tätig. Von 1950 bis 1951 war er Abgeordneter des sächsischen Landtages und von 1950 bis 1952 Minister für Handel und Versorgung des Landes Sachsen, danach bis 1955 stellvertretender Vorsitzender des Rates des Bezirkes Leipzig und bis 1958 Präsident der Industrie- und Handelskammer der DDR.
1954 wurde Schulze Mitglied des Politischen Ausschusses und dann Mitglied des Präsidiums des CDU-Hauptvorstandes. Von 1958 bis 1990 war er Abgeordneter der Volkskammer. Von 1958 bis 1963 arbeitete er als Generaldirektor der intercontrol Berlin und war danach bis 1989 als Nachfolger von Friedrich Burmeister Minister für Post- und Fernmeldewesen der DDR. Von 1969 bis 1989 war er Präsident der Freundschaftsgesellschaft DDR-Afrika und Mitglied des Präsidiums der Liga für Völkerfreundschaft. Von Dezember 1971 bis November 1989 war er stellvertretender Vorsitzender des Ministerrates.
Bestattet wurde Schulze am 3. Dezember 1996 in Zepernick.

## Auszeichnungen in der DDR
- 1956 und 1969 Vaterländischer Verdienstorden in Silber
- 1963 Otto-Nuschke-Ehrenzeichen in Gold
- 1965 Orden Banner der Arbeit
- 1974 Vaterländischer Verdienstorden
- 1978 Ehrenspange zum Vaterländischen Verdienstorden in Gold
- 1983 Vaterländischer Verdienstorden in Gold
- 1988 Ehrentitel Held der Arbeit
- Außerdem wurde er im November 1978 mit dem Fernsehpreis der DDR in Gold ausgezeichnet.